# Rullierinereis auxiliadorae
Rullierinereis auxiliadorae är en ringmaskart som beskrevs av Santos och Lana 200. Rullierinereis auxiliadorae ingår i släktet Rullierinereis och familjen Nereididae. Inga underarter finns listade i Catalogue of Life.